# Delativ
Delativ je místní pád, který označuje pohyb z povrchu předmětu pryč.
Delativ je používán např. v maďarštině prostřednictvím sufixu -ról-/ről: hajó-ról z lodi (hajó – loď), vég-ről od konce (vég – konec). Delativ je sémanticky příbuzný se sublativem (pohyb na plochu předmětu) a superessivem (pozice na ploše předmětu).